# روبن جانسون
روبن جانسون (بالسويدية: Robin Jansson)‏ هو لاعب كرة قدم سويدي في مركز الدفاع، ولد في 15 نوفمبر 1991 في ترولهتان في السويد. لعب مع نادي هكن.

## وصلات خارجية
- روبن جانسون على موقع الدوري الأمريكي (الإنجليزية)
- روبن جانسون على موقع قاعدة بيانات كرة القدم.إي يو (الإنجليزية)
- روبن جانسون على موقع ناشيونال فوتبول تيمز (الإنجليزية)
- روبن جانسون على موقع Soccerway.com (الإنجليزية)